# Propaganda Films
Pour les articles homonymes, voir Propaganda.
Propaganda Films (stylisé PЯOPAGAИDA FILMS) était une société de production américaine spécialisée dans la production audiovisuelle principalement active dans la publicité télévisée et les clips musicaux. Ell est fondée en 1986 par Steve Golin, Sigurjón Sighvatsson, David Fincher, Nigel Dick (en), Dominic Sena et Greg Gold.
Peu connue du grand public, la société a produits dans les années 1980 et 1990 des clips musicaux cultes pour des artistes comme Guns N' Roses, Madonna et Janet Jackson, tout en modernisant l’esthétique et l'industrie de la publicité télévisée.  En 1990, la société produisait près d'un tiers de tous les vidéoclips réalisés aux États-Unis, plus d'une centaine au total. La société participe également au développement de séries télévisées à succès comme Twin Peaks et Beverly Hills 90210. Plusieurs réalisateurs ont émergé avec avoir collaboré avec Propaganda : David Fincher, Michael Bay, Spike Jonze, Mark Romanek ou encore Antoine Fuqua.

## Historique

### Fondation et premiers travaux (1986–1990)
Comme son nom l'indique, la société de production est fondée avec l'intention de se concentrer sur le cinéma, car à l'époque les producteurs Steve Golin et Sigurjón Sighvatsson peinaient à développer des projets avec des budgets suffisants sur lesquels ils auraient le contrôle créatif. Afin de créer une stabilité financière, l’entreprise se concentre tout d'abord sur la production de clips musicaux, alors en plein boum avec la chaine américaine MTV,. Propaganda se lance en parallèle dans la publicité télévisée. Greg Gold commentera plus tard le fonctionnement de la société :

« Nous avons été la première entreprise à vouloir appliquer les principes de l'industrie commerciale aux vidéoclips... Nous voulions reprendre l'esthétique des vidéoclips et l'appliquer aux publicités. »

En plus des revenus provenant des clips et des publicités, Propaganda conclut en 1988 un accord avec PolyGram (filiale de Philips, alors active dans le cinéma avec PolyGram Filmed Entertainment), pour payer les coûts des films de Propaganda en échange d'une partie des revenus au box-office. Propaganda crée alors des liens avec le cinéaste David Lynch au début des années 1990 et produit son film Sailor et Lula ainsi que sa série Twin Peaks.

### Rachats et déclin (1991–2002)
L'accord initial avec PolyGram, qui prévoyait la vente de 49% de Propaganda, visait à apporter une solidité financière et des opportunités élargies. Cependant, Steve Golin et les autres fondateurs ont réalisé qu’ils avaient besoin d’encore plus de ressources pour continuer à faire des films. Propaganda Films est entièrement acquise par PolyGram Filmed Entertainment en 1991. Cela provoque une diminution du contrôle créatif et des budgets alloués, désormais étroitement surveillés par PolyGram. Nigel Dick déclarera plus tard à ce propos :

« Nous voulions faire du bon travail et consacrer une petite partie du budget, de la majoration, à un meilleur directeur de la photographie ou au tournage de cinq pellicules supplémentaires. Lorsque les « compteurs de haricots » PolyGram sont arrivés, nous n'avons pas obtenu cela. »

Durant les années 1990, Propaganda produit quelques films au succès varié comme Canadian Bacon (1995) de Michael Moore, The Game (1997) de David Fincher ou encore Dans la peau de John Malkovich (1999) de Spike Jonze. La société continue ses productions publicitaires dont certaines sont très célèbres aux États-Unis : notamment une pour Got Milk? (1993), réalisée par Michael Bay et mettant en scène Sean Whalen,. Propaganda produit et développe également des clips musicaux pour de grands artistes comme Madonna et Michael Jackson.
En 1998, PolyGram est rachetée par Seagram, qui a transformé une partie de PolyGram en Universal et a vendu les divisions commerciales, clips musicaux et la gestion de Propaganda à SCP Equity Partners. La version originale de la division cinéma est vendue à USA Films de Barry Diller, qui a rapidement fermé ses portes.
La division consacrée à la gestion est ensuite vendue à un groupe dirigé par Gary Beer, cadre du Sundance Group (en), à peu près à la même époque. La division de gestion rouvre ensuite une nouvelle version de sa division cinéma sous la direction d'anciens cadres de Phoenix Pictures, Rick Hess et Trevor Macy, fin 1999. En 2000, Sigurjón Sighvatsson quitte la société pour aller chez Lakeshore Entertainment, alors que Steve Golin fonde Anonymous Content,.
Le producteur Paul Schiff (en) rejoint la division cinéma. En 2000, la société conclut un accord avec Mandolin Entertainment. Avec Constantin Film, Propaganda fonde la coentreprise ProCon Films, rapidement fermée en octobre 2001,.
Propaganda Films ferme définitivement ses portes en 2002, notamment dans un contexte de déclin de l'activité publicitaire. Plusieurs membres rejoignent alors RAW Entertainment, Catch 23 Entertainment ou encore Creative Artists Agency.
Benoit Marchisio, auteur du livre Génération Propaganda : L’histoire oubliée de ceux qui ont conquis Hollywood (2017) explique le déclin et la disparition de Propaganda par plusieurs facteurs. Tout d'abord, le propriétaire Philips avait connu de mauvaises expériences cinématographiques dans les années 1980. L'échec commercial du film The Game (1997) a également été un frein au développement de l'entreprise. Par ailleurs, les réalisateurs « étiquetés » Propaganda — comme David Fincher et Michael Bay — ont voulu s'émanciper et réaliser des films aux budgets plus ambitieux. De plus, Philips se sent alors menacée par l'arrivée du MP3 dans l'industrie musicale et a alors vendu de nombreuses filiales, notamment Polygram. Propaganda Films est alors passée entre divers propriétaires, qui ne savaient pas toujours gérer la société et son catalogue.

## Principaux réalisateurs ayant travaillé pour Propaganda Films
- Michael Bay
- Nick Brandt
- Jhoan Camitz
- Peter Care
- John Dahl
- Nigel Dick
- David Fincher
- Antoine Fuqua
- Douglas Gayeton
- Michel Gondry
- Spike Jonze
- Alek Keshishian
- Christian Langlois
- John Lithgow
- David Lynch
- Scott Marshall
- Michael Moore
- Vadim Perelman
- Alex Proyas
- Paul Rachman
- Mark Romanek
- Stéphane Sednaoui
- Dominic Sena
- Zack Snyder
- Simon West
- Gore Verbinski

## Productions
Sauf indication contraire, les informations mentionnées dans cette section peuvent être confirmées par la base de données cinématographiques IMDb,  présente dans la section « Liens externes ».

### Films
- 1987 : P.I. Private Investigations de Nigel Dick (en)
- 1988 : Blue Iguana de John Lafia
- 1989 : Kill Me Again de John Dahl
- 1989 : Fear, Anxiety & Depression de Todd Solondz
- 1990 : Daddy's Dyin': Who's Got the Will? de Jack Fisk
- 1990 : Sailor et Lula (Wild at Heart) de David Lynch
- 1991 : In Bed with Madonna (Madonna: Truth or Dare) (documentaire) d'Alek Keshishian
- 1991 : Extrême poursuite (A Climate for Killing) de Joseph S. Cardone
- 1992 : Ruby de John Mackenzie
- 1992 : Une étrangère parmi nous (A Stranger Among Us) de Sidney Lumet
- 1992 : A Year and a Half in the Life of Metallica (documentaire) d'Adam Dubin
- 1992 : Candyman de Bernard Rose
- 1993 : Red Rock West de John Dahl
- 1993 : Kalifornia de Dominic Sena
- 1993 : Une épouse trop parfaite (Dream Lover) de Nicholas Kazan
- 1994 : SFW de Jefery Levy
- 1994 : Sang noir (Jason's Lyric) de Doug McHenry
- 1994 : Ligne privée (Dead Connection) de Nigel Dick
- 1995 : Coldblooded de Wallace Wolodarsky
- 1995 : Canadian Bacon de Michael Moore
- 1995 : Candyman 2 (Candyman: Farewell to the Flesh) de Bill Condon
- 1995 : Le Maître des illusions (Lord of Illusions) de Clive Barker
- 1996 : Barb Wire de David Hogan
- 1996 : Portrait de femme (The Portrait of a Lady) de Jane Campion
- 1996 : Sleepers de Barry Levinson
- 1997 : Guy de Michael Lindsay-Hogg
- 1997 : The Game de David Fincher
- 1997 : Los Locos de Jean-Marc Vallée
- 1997 : Secrets (A Thousand Acres) de Jocelyn Moorhouse
- 1997 : Le Loup-garou de Paris (An American Werewolf in Paris) d'Anthony Waller
- 1998 : Entre amis et voisins (Your Friends & Neighbors) de Neil LaBute
- 1998 : Loin du paradis (Return to Paradise) de Joseph Ruben
- 1998 : C'est pas mon jour ! (Thursday) de Skip Woods
- 1999 : Dans la peau de John Malkovich (Being John Malkovich) de Spike Jonze
- 1999 : Le Match du siècle (The Beautiful Game) de Mick Davis
- 2000 : Nurse Betty de Neil LaBute
- 2000 : Un amour infini (Bounce) de Don Roos
- 2000 : Amour, Piments et Bossa nova (Woman on Top) de Fina Torres
- 2000 : Le Petit Vampire (The Little Vampire) d'Uli Edel
- 2001 : Southlander de Steve Hanft
- 2002 : Full Frontal de Steven Soderbergh
- 2002 : Auto Focus de Paul Schrader
- 2002 : En eaux troubles (The Badge) de Robby Henson
- 2002 : Mauvais Piège (Trapped) de Luis Mandoki
- 2002 : Adaptation. de Spike Jonze

### Télévision
- 1990-1991 : Twin Peaks (série TV)
- 1990-2000 : Beverly Hills 90210 (série TV)
- 1990 : Émeutes en Californie (Heat Wave) (téléfilm) de Kevin Hooks
- 1990 : Industrial Symphony No. 1: The Dream of the Broken Hearted (téléfilm) de David Lynch
- 1991 : The Idiot Box (en) (série TV)
- 1991 : Books: Feed Your Head (en) (série TV)
- 1991-1992 : Salute Your Shorts (en) (série TV)
- 1992 : The Pacific Century (en) (série TV)
- 1993-1995 : Fallen Angels (série TV)
- 1993 : Hotel Room (série TV)
- 1993 : Les Chroniques de San Francisco (Tales of the City) (série TV)
- 1993 : Route 66 (série TV)
- 1994 : Turbocharged Thunderbirds (série TV)
- 1994 : Avalanche (téléfilm) de Paul Shapiro
- 1994-1995 : Angela, 15 ans (My So-Called Life) (série TV)
- 1998 : Les Nouvelles Chroniques de San Francisco (More Tales of the City) (série TV)

### Clips musicaux
- 1987 : She's Like the Wind de Patrick Swayze & Wendy Fraser
- 1987 : Say You Will de Foreigner
- 1988 : Englishman in New York de Sting
- 1988 : Iko Iko de The Belle Stars
- 1988 : Shattered Dreams (version US) de Johnny Hates Jazz
- 1989 : Janie's Got a Gun d'Aerosmith
- 1989 : Express Yourself de Madonna
- 1989 : If You Asked Me To de Patti LaBelle
- 1989 : Partyman de Prince
- 1989 : Oh Father de Madonna
- 1989 : Rhythm Nation de Janet Jackson
- 1990 : Freedom! '90 de George Michael
- 1990 : Vogue de Madonna
- 1990 : Justify My Love de Madonna
- 1991 : Black or White de Michael Jackson
- 1993 : Who Is It de Michael Jackson
- 1993 : Dangerous-The Short Films (compilation de clips) de Michael Jackson
- 1993 : Bad Girl de Madonna
- 1993 : Fever de Madonna
- 1994 : Run to the Sun d'Erasure
- 1994 : Objects in the Rear View Mirror May Appear Closer Than They Are de Meat Loaf
- 1995 : Gangsta's Paradise de Coolio feat. L. V.
- 1996 : Virtual Insanity de Jamiroquai
- 1997 : Hole in My Soul d'Aerosmith
- 1997 : Falling in Love (Is Hard on the Knees) d'Aerosmith
- 1999 : (You Drive Me) Crazy de Britney Spears
- 1999 : Sometimes de Britney Spears
- 1999 : Man! I Feel Like a Woman! de Shania Twain
- 1999 : Desert Rose de Sting & Cheb Mami
- 2001 : First Date de Blink-182